# FDGB-Pokal 1972/73
Zum 22. Mal fand in der Saison 1972/73 der Wettbewerb um den DDR-Fußballpokal statt.
Der Pokalwettbewerb 1972/73 musste wegen der Aufstockung der DDR-Liga auf 58 Mannschaften in der Saison 1971/72 nach einem neuen Modus durchgeführt werden. Die I. Hauptrunde begann nach einem Ausscheidungsspiel zwischen Zentronik Sömmerda und dem Halleschen FC Chemie II (2:1) mit 72 Mannschaften: 15 Bezirkspokalsieger, 55 DDR-Ligisten und zwei Absteiger aus der DDR-Oberliga, jeweils aus der Spielzeit 1971/72.
Nach einer Zwischenrunde, für die den sieben verbliebenen Bezirkspokalsiegern die 29 weitergekommenen DDR-Ligisten hinzugelost wurden, kamen in der II. Hauptrunde die 14 Oberligamannschaften zum Wettbewerb hinzu. Hier waren mit Wismut Gera II und Fortschritt Krumhermersdorf nur noch zwei Bezirkspokalsieger und 16 Mannschaften der zweitklassigen DDR-Liga vertreten. Beide Bezirkspokalsieger schieden aus, ebenso die drei Oberligisten Sachsenring Zwickau, Vorwärts Frankfurt und Wismut Aue.
Wurden bis zur II. Hauptrunde alle Spiele in einer einfachen Runde ausgetragen, fanden die Begegnungen der Achtel-, Viertel und Halbfinals in Hin- und Rückspielen statt. Für das Weiterkommen wurde im Bedarfsfall das Spiel verlängert und ggf. ein Elfmeterschießen durchgeführt. Bei den Hin- und Rückspielen wurde die Auswärtstorregel angewandt.
Das Achtelfinale überstand von vier noch verbliebenen DDR-Ligisten nur die 2. Mannschaft des FC Hansa Rostock, sodass dieser Klub mit zwei Vertretungen in das Viertelfinale einzog. Während das Reserveteam der Hanseaten mit Ligakonkurrent Chemie Zeitz leichtes Spiel hatte, eliminierte das Oberligateam den Pokalverteidiger FC Carl Zeiss Jena. Der Vorjahresfinalist und neuer DDR-Meister Dynamo Dresden scheiterte am 1. FC Lokomotive Leipzig und an der Auswärtstorregel, auch Hansa II musste hier gegen den BFC Dynamo nach zwei Niederlagen die Segel streichen. Im Halbfinale unterlag der BFC dem FC Lok der zusammen mit dem dreimaligen Pokalgewinner 1. FC Magdeburg in das Finale einzog.

## I. Hauptrunde
Die Spiele fanden am 5. August 1972 statt.
|                                        | Ergebnis              |                                   |
| -------------------------------------- | --------------------- | --------------------------------- |
| BSG Motor/Vorwärts Oschersleben *      | 1:0 n. V.             | BSG Lokomotive Stendal            |
| FC Rot-Weiß Erfurt II *                | 1:1 n. V. (4:2 i. E.) | ASG Vorwärts Meiningen            |
| BSG Aufbau Schwedt *                   | 0:1                   | BSG EAB 47 Lichtenberg            |
| BSG NARVA Berlin *                     | 2:0                   | BSG Stahl Brandenburg             |
| BSG ZWK Nebra *                        | 2:5 n. V.             | ASG Vorwärts Leipzig              |
| BSG Motor Schwerin *                   | 2:0                   | BSG Stahl Hennigsdorf             |
| BSG Aktivist Kali Werra Tiefenort II * | 0:3                   | BSG Motor Nordhausen West         |
| BSG Chemie Leipzig II *                | 1:3                   | BSG Motor Wema Plauen             |
| BSG Wismut Gera II *                   | 3:1                   | BSG Aktivist Kali Werra Tiefenort |
| TSG Wismar II *                        | 2:1                   | BSG Motor Warnowwerft Warnemünde  |
| BSG Lokomotive Malchin *               | 0:2                   | FC Hansa Rostock II               |
| BSG Fortschritt Krumhermersdorf *      | 4:1                   | BSG Wismut Aue II                 |
| BSG Stahl Riesa II *                   | 0:2                   | ASG Vorwärts Löbau                |
| ASG Vorwärts Cottbus II *              | 1:3                   | BSG Stahl Eisenhüttenstadt        |
| BSG Motor Hennigsdorf *                | 0:8                   | ASG Vorwärts Neubrandenburg       |
| BSG Chemie Zeitz                       | 4:2                   | BSG Wismut Gera                   |
| BSG Aufbau Boizenburg                  | 1:4                   | SG Dynamo Schwerin                |
| BSG Einheit Grevesmühlen               | 2:1                   | TSG Wismar                        |
| BSG Motor Nord Torgelow                | 0:5                   | SG Dynamo Fürstenwalde            |
| BSG Einheit Pankow                     | 3:0                   | BSG Chemie Veritas Wittenberge    |
| BSG Aktivist Brieske-Senftenberg       | 2:1                   | FSV Lokomotive Dresden            |
| ASG Vorwärts Cottbus                   | 0:1                   | BSG KKW Nord Greifswald           |
| BSG Motor Babelsberg                   | 2:1                   | BSG Post Neubrandenburg           |
| BSG Chemie Buna Schkopau               | 2:1                   | BSG Energie Cottbus               |
| BSG Lokomotive Ost Leipzig             | 0:3                   | BSG Motor Hermsdorf               |
| SG Dynamo Eisleben                     | 2:1                   | BSG Aktivist Schwarze Pumpe       |
| BSG Chemie Glauchau                    | 1:2                   | FC Carl Zeiss Jena II             |
| BSG Wismut Pirna-Copitz                | 2:3 n. V.             | Berliner FC Dynamo II             |
| BSG Lokomotive Meiningen               | 0:2                   | BSG Sachsenring Zwickau II        |
| BSG Motor Suhl                         | 1:4                   | BSG Motor Werdau                  |
| BSG Motor Weimar                       | 0:6                   | SG Dynamo Dresden II              |
| BSG Motor Steinach                     | 3:1                   | BSG Chemie Böhlen                 |
| BSG Zentronik Sömmerda                 | 2:1 n. V.             | BSG Lokomotive Halberstadt        |
| 1. FC Magdeburg II                     | 4:2 n. V.             | FC Vorwärts Frankfurt/Oder II     |
| BSG Lokomotive Bergen                  | 1:5                   | ASG Vorwärts Stralsund            |
| BSG Fortschritt Greiz                  | 0:2                   | BSG Stahl Riesa                   |

## Zwischenrunde
Die Spiele fanden am 26. August 1972 statt.
|                                   | Ergebnis              |                                   |
| --------------------------------- | --------------------- | --------------------------------- |
| BSG NARVA Berlin *                | 1:4                   | BSG Stahl Riesa                   |
| BSG Einheit Grevesmühlen          | 1:0 n. V.             | BSG Motor Schwerin *              |
| TSG Wismar II *                   | 1:8                   | FC Hansa Rostock II               |
| BSG Fortschritt Krumhermersdorf * | 3:1                   | BSG Sachsenring Zwickau II        |
| BSG Motor Werdau                  | 3:1                   | FC Rot-Weiß Erfurt II *           |
| SG Dynamo Schwerin                | 3:2                   | BSG Motor/Vorwärts Oschersleben * |
| BSG Wismut Gera II *              | 7:0                   | BSG Motor Steinach                |
| BSG Stahl Eisenhüttenstadt        | 2:1                   | ASG Vorwärts Stralsund            |
| ASG Vorwärts Leipzig              | 1:1 n. V. (5:3 i. E.) | Berliner FC Dynamo II             |
| BSG Motor Babelsberg              | 1:1 n. V. (4:2 i. E.) | SG Dynamo Eisleben                |
| FC Carl Zeiss Jena II             | 2:2 n. V. (1:3 i. E.) | BSG Chemie Zeitz                  |
| BSG KKW Nord Greifswald           | 3:1                   | SG Dynamo Fürstenwalde            |
| BSG Aktivist Brieske-Senftenberg  | 1:2                   | ASG Vorwärts Löbau                |
| BSG Einheit Pankow                | 2:3 n. V.             | 1. FC Magdeburg II                |
| BSG Chemie Buna Schkopau          | 2:0                   | BSG Motor Wema Plauen             |
| BSG Motor Hermsdorf               | 0:1 n. V.             | SG Dynamo Dresden II              |
| ASG Vorwärts Neubrandenburg       | 4:1                   | BSG EAB 47 Lichtenberg            |
| BSG Motor Nordhausen West         | 1:1 n. V. (3:0 i. E.) | BSG Zentronik Sömmerda            |

## II. Hauptrunde
Die Spiele fanden am 11. November 1972 statt.
|                                   | Ergebnis  |                            |
| --------------------------------- | --------- | -------------------------- |
| BSG Wismut Gera II *              | 1:2       | FC Rot-Weiß Erfurt         |
| BSG Fortschritt Krumhermersdorf * | 1:4       | FC Carl Zeiss Jena         |
| ASG Vorwärts Leipzig              | 1:0       | BSG Sachsenring Zwickau    |
| BSG Stahl Riesa                   | 1:0       | FC Vorwärts Frankfurt/Oder |
| BSG KKW Nord Greifswald           | 2:3       | 1. FC Union Berlin         |
| BSG Chemie Buna Schkopau          | 0:1       | FC Karl-Marx-Stadt         |
| BSG Motor Nordhausen West         | 0:1       | BSG Chemie Leipzig         |
| BSG Motor Babelsberg              | 0:2       | 1. FC Magdeburg            |
| SG Dynamo Dresden II              | 1:4 n. V. | 1. FC Lokomotive Leipzig   |
| BSG Einheit Grevesmühlen          | 0:1       | FC Hansa Rostock           |
| BSG Motor Werdau                  | 1:4       | Hallescher FC Chemie       |
| ASG Vorwärts Löbau                | 1:3       | SG Dynamo Dresden          |
| BSG Chemie Zeitz                  | 2:0       | BSG Wismut Aue             |
| ASG Vorwärts Neubrandenburg       | 0:2       | Berliner FC Dynamo         |
| 1. FC Magdeburg II                | 1:2       | SG Dynamo Schwerin         |
| FC Hansa Rostock II               | 3:1 n. V. | BSG Stahl Eisenhüttenstadt |

## Achtelfinale
Die Hinspiele fanden am 25. November und die Rückspiele am 2. Dezember 1972 statt.
|                      | Gesamt    |                          | Hinspiel | Rückspiel |
| -------------------- | --------- | ------------------------ | -------- | --------- |
| SG Dynamo Dresden    | 11:30     | FC Karl-Marx-Stadt       | 8:1      | 3:2       |
| FC Rot-Weiß Erfurt   | 2:1       | BSG Stahl Riesa          | 2:0      | 0:1       |
| Berliner FC Dynamo   | 7:2       | ASK Vorwärts Leipzig     | 5:1      | 2:1       |
| Hallescher FC Chemie | 3:4       | 1. FC Lokomotive Leipzig | 2:1      | 1:3       |
| 1. FC Union Berlin   | (a)1:1(a) | BSG Chemie Leipzig       | 0:0      | 1:1       |
| FC Carl Zeiss Jena   | (a)4:4(a) | FC Hansa Rostock         | 4:1      | 0:3       |
| FC Hansa Rostock II  | 4:0       | BSG Chemie Zeitz         | 3:0      | 1:0       |
| SG Dynamo Schwerin   | 0:6       | 1. FC Magdeburg          | 0:5      | 0:1       |

## Viertelfinale
Die Hinspiele fanden am 20. und die Rückspiele am 23. Dezember 1972 statt.
|                          | Gesamt    |                     | Hinspiel | Rückspiel |
| ------------------------ | --------- | ------------------- | -------- | --------- |
| FC Hansa Rostock         | 2:4       | 1. FC Magdeburg     | 1:2      | 1:2       |
| Berliner FC Dynamo       | 5:2       | FC Hansa Rostock II | 2:1      | 3:1       |
| 1. FC Lokomotive Leipzig | (a)3:3(a) | SG Dynamo Dresden   | 1:0      | 2:3       |
| FC Rot-Weiß Erfurt       | 5:1       | 1. FC Union Berlin  | 4:0      | 1:1       |

## Halbfinale
Die Hinspiele fanden am 10. und die Rückspiele am 17. März 1973 statt.
|                    | Gesamt |                          | Hinspiel | Rückspiel |
| ------------------ | ------ | ------------------------ | -------- | --------- |
| FC Rot-Weiß Erfurt | 0:3    | 1. FC Magdeburg          | 0:1      | 0:2       |
| Berliner FC Dynamo | 2:3    | 1. FC Lokomotive Leipzig | 1:2      | 1:1       |

## Finale

### Statistik
| Paarung                  | 1. FC Magdeburg – 1. FC Lokomotive Leipzig |
| Ergebnis                 | 3:2 (1:1) |
| Datum                    | 1. Mai 1973 |
| Stadion                  | Paul-Greifzu-Stadion, Dessau |
| Zuschauer                | 30.000 |
| Schiedsrichter           | Wolfgang Riedel (Berlin) |
| Tore                     | 0:1 Frenzel (5.) 1:1 Zapf (19.) 2:1 Sparwasser (49.) 2:2 Altmann (73.) 3:2 Sparwasser (80.) |
| 1. FC Magdeburg          | Ulrich Schulze – Manfred Zapf – Detlef Enge, Klaus Decker, Jürgen Achtel – Wolfgang Seguin, Axel Tyll, Jürgen Pommerenke – Wolfgang Abraham (75. Hans-Jürgen Hermann), Jürgen Sparwasser, Siegmund Mewes Cheftrainer: Heinz Krügel             |
| 1. FC Lokomotive Leipzig | Werner Friese – Manfred Geisler – Gunter Sekora, Wilfried Gröbner, Joachim Fritsche – Wolfgang Altmann, Lutz Moldt, Eberhard Köditz – Hans-Bert Matoul, Henning Frenzel, Manfred Kupfer (72. Hans-Jürgen Naumann) Cheftrainer: Horst Scherbaum |

### Spielverlauf
Zum 22. Endspiel um den DDR-Fußballpokal trafen der derzeitige Oberligadritte 1. FC Magdeburg und der Achte der aktuellen Tabelle 1. FC Lokomotive Leipzig aufeinander. Das Spiel eröffneten die Leipziger mit einem drangvollen Sturmlauf in Richtung Magdeburger Tor. Er wurde schon nach fünf Minuten durch Frenzels Führungstreffer belohnt, der auf Kopfball von Matoul frei zum Schuss kam. Zehn Minuten später musste Magdeburgs Verteidiger Achtel auf der Linie retten. Danach war der FCM endlich wachgerüttelt und kam in der 18. Minute zu seiner ersten Torchance, die Sparwasser knapp vergab. Eine Minute später macht es der Magdeburger Zapf besser, er köpfte einen von Seguin geschlagenen Eckball unhaltbar in das Leipziger Tor. Der Spielverlauf änderte sich zusehends zugunsten der Magdeburger. Die Abwehrspieler bekamen die Leipziger Spitzen Matoul und Frenzel in den Griff, auf der anderen Seite brachte Sparwasser seinen Bewacher Geisler ein um das andere Mal in Verlegenheit. Sparwasser besorgte dann auch kurz nach der Pause nach einem Steilpass von Enge die 2:1-Führung für Magdeburg. Aufgrund ihrer herausgespielten Überlegenheit ließen die Spieler des FCM anschließend in ihrer Konzentration nach, vergaben weitere gute Tormöglichkeiten. Das ließ den Kampfgeist der Leipziger wieder erwachen, und Altmanns Kontertor auf Rückpass von Frenzel ließ in der 73. Minute das Spiel noch einmal offen werden. Beide Mannschaften mobilisierten die letzten Kraftreserven, es gab Torchancen auf beiden Seiten. Drei Minuten vor dem Schlusspfiff fanden sich die Magdeburger Enge und Sparwasser erneut zu einer Kombination zusammen. Der Rechtsverteidiger startete von der eigenen Grundlinie, flankte maßgerecht zu seinem Mittelstürmer, und Sparwasser schoss unhaltbar den 3:2-Siegestreffer, mit dem er seiner Mannschaft nach 1964, 1965 und 1969 den vierten Pokalgewinn bescherte.
Kommentar Sparwasser (1. FCM): „So schwer hatte ich es mir nicht vorgestellt. Nur gut, dass mir heute zwei wichtige Treffer gelangen, Leipzig war sehr stark. Detlef (Enge) hat mich zweimal ausgezeichnet in Schussposition gebracht.“
Kommentar Scherbaum (Lok-Trainer): „Es war ein gutes Spiel. Schade, dass wir unterlagen, denn beide Mannschaften waren gleichwertig. Das Kopfballtor von Zapf hätte nicht fallen dürfen.“
(Magdeburger Volksstimme, 2. Mai 1973)